# Jack Turner
Jack Turner (n. 12 februarie 1920 – d. 12 septembrie 2004) a fost un pilot de curse auto american care a evoluat în Campionatul Mondial de Formula 1 între anii 1956 și 1959.